# Pygopleurus cyaneoviolaceus
Pygopleurus cyaneoviolaceus is een keversoort uit de familie Glaphyridae. De wetenschappelijke naam van de soort is voor het eerst geldig gepubliceerd in 1859 door Motschulsky.